# فيلا سانتا لوتشا ديلي أبروتسي
فيلا سانتا لوتشا ديلي أبروتسي (بالإيطالية: Villa Santa Lucia degli Abruzzi)‏ هي بلدية في مقاطعة لاكويلا في إقليم أبروتسو الإيطالي.

## السكان
في سنة 1861 بلغ عدد السكان 1٬311 نسمة، وتطور العدد ليصل في سنة 2011 لـ 141 نسمة.
يظهر هذا المخطط البياني تطور النمو السكاني لـ فيلا سانتا لوتشا ديلي أبروتسي

## معرض صور

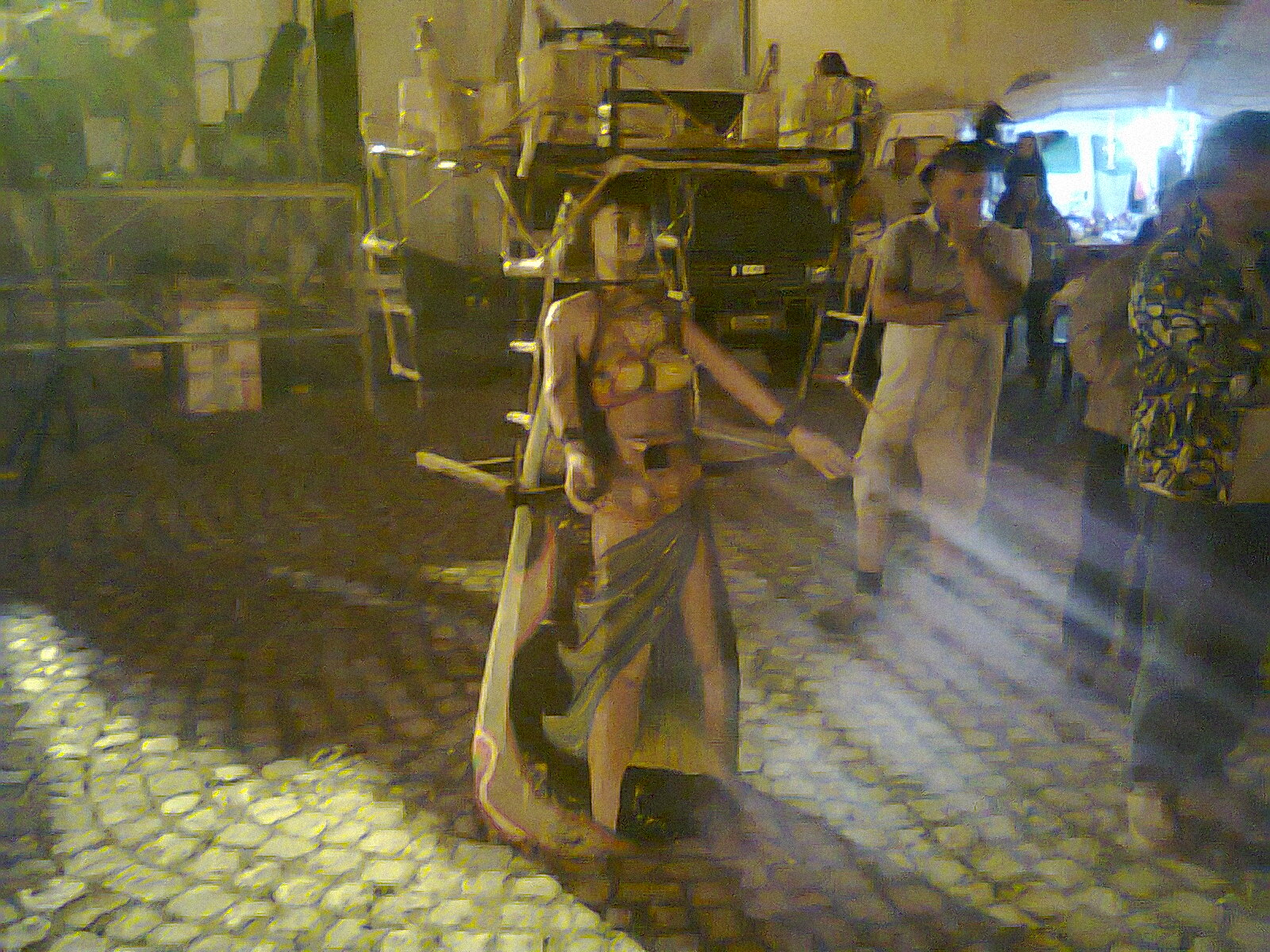
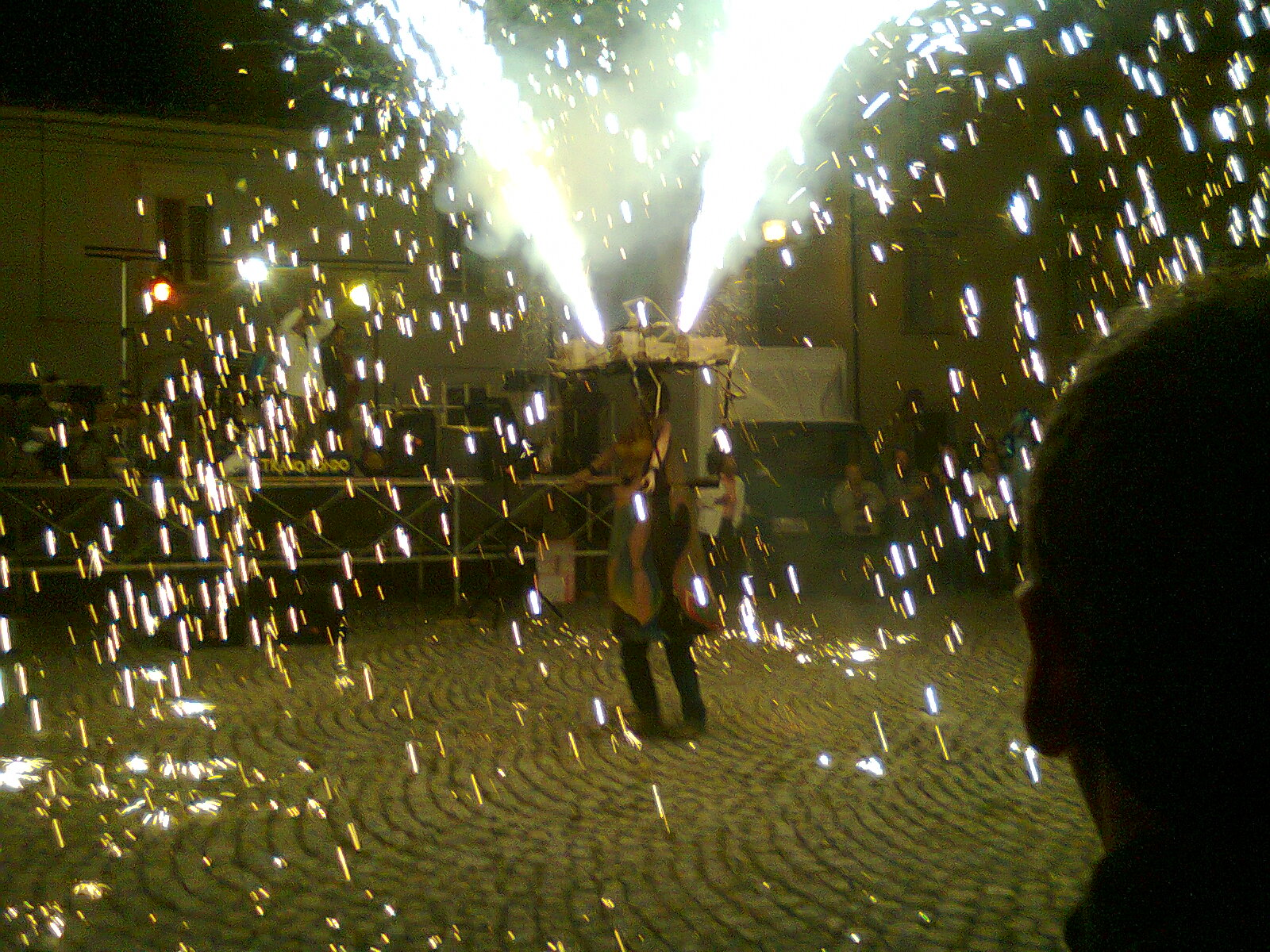
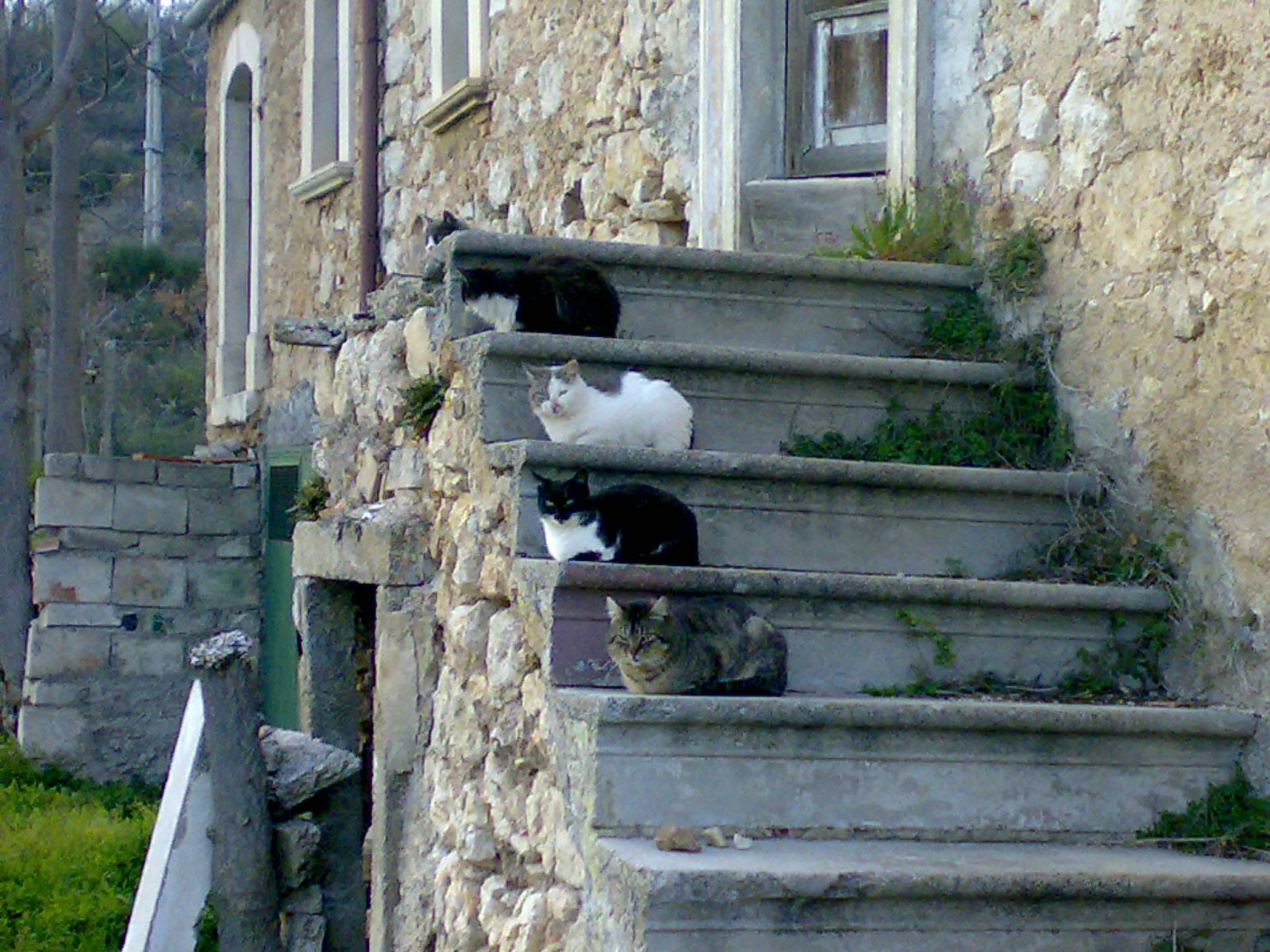
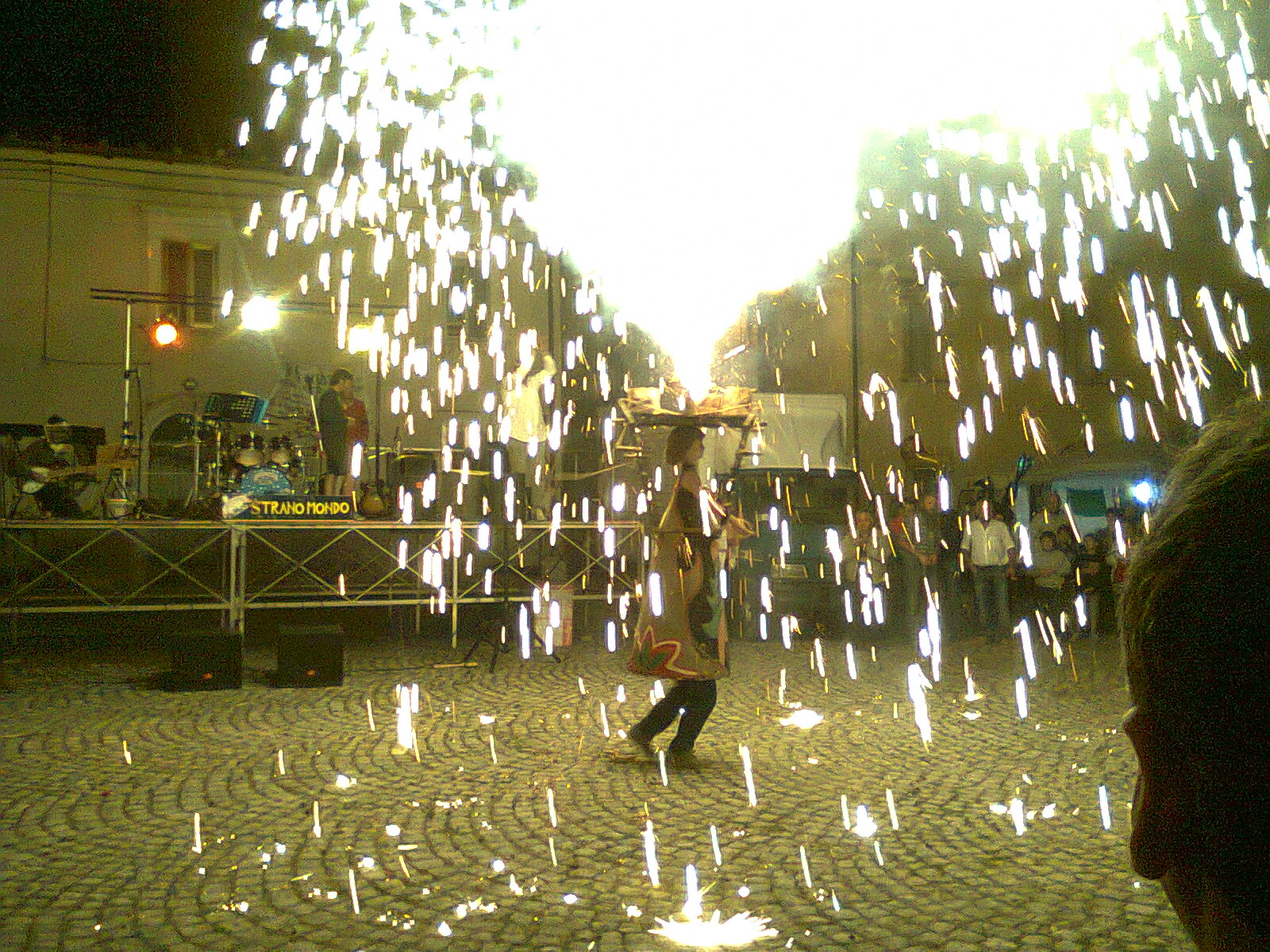